# Hoplotarache nivosa
Hoplotarache nivosa là một loài bướm đêm trong họ Noctuidae.